# Підмаренник краківський
Підмаренник краківський   (Galium cracoviense) — вид квіткових рослин з родини маренових (Rubiaceae). Ендемік Польщі. Вид занесений до Бернської конвенції та інших природоохоронних документів.

## Опис
Багаторічник. Стебло до 15 см. Листки по 6–7 у кільцях, вузькі, супротивно-ланцетні, 3–10 мм завдовжки. Квітки білі, дрібні, 2–3.5 мм в діаметрі, зібрані в нещільне малоквіткове суцвіття. Цвіте в травні та червні. 2n=22.

## Середовище існування
Росте на скелястих луках на юрських вапнякових відслоненнях і на ксеротермічних луках.

## Охорона
Galium cracoviense охороняється в Європі і занесений до Додатку І Бернської конвенції (охоронна категорія: вид підлягає особливій охороні), а також до Директиви Європейського Союзу 92/43/ЄС «Про збереження природних оселищ та видів природної фауни і флори» (Додаток ІІ. Види рослин і тварин, що становлять особливий інтерес для Європейського Союзу, збереження яких потребує створення територій особливої охорони).